# Otto Diederichsen
Otto Diederichsen (* 21. August 1850 in Kiel; † 13. November 1925) war ein deutscher Seeoffizier und zuletzt Vizeadmiral der Kaiserlichen Marine, der unter anderem zwischen 1894 und 1897 Oberwerftdirektor der Kaiserlichen Werft Kiel sowie von 1903 bis 1905 Direktor des Allgemeinen Marinedepartements im Reichsmarineamt war.

## Leben

### Ausbildung und Verwendungen als Seeoffizier

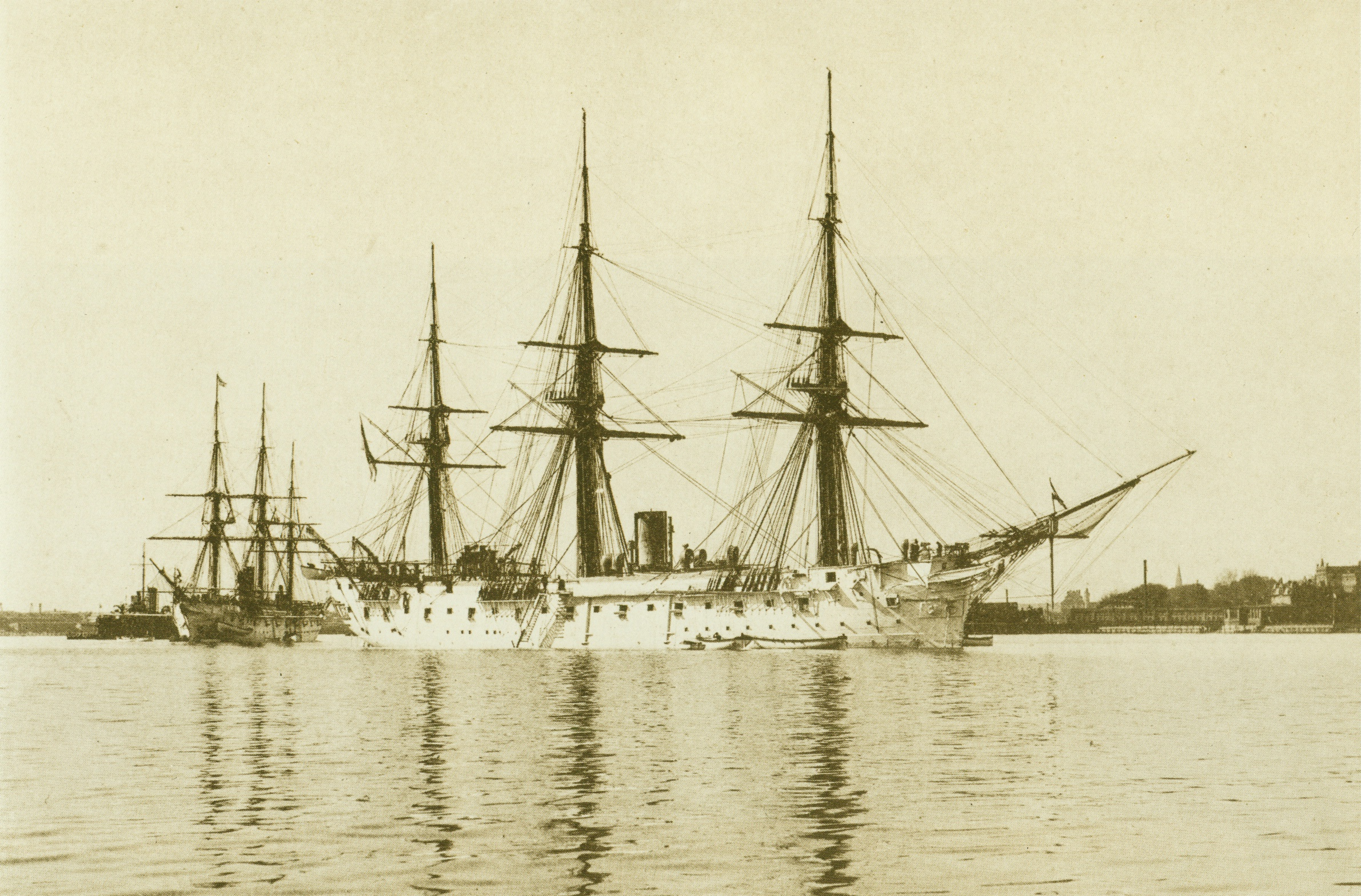
Kapitän zur See Diederichsen war 1891 Kommandant der Gedeckten Korvette Stosch.

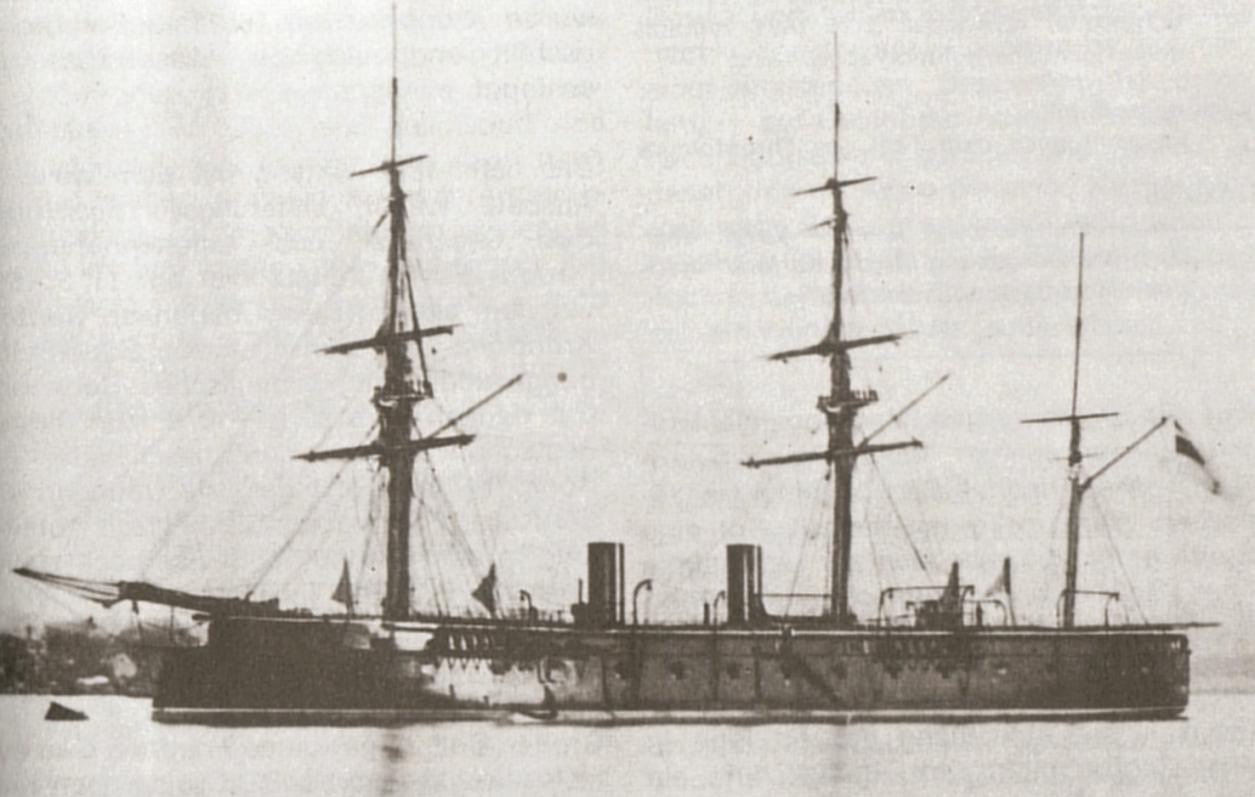
Diederichsen war ferner zwischen 1891 und 1892 Kommandant des Panzerschiffs Kronprinz.

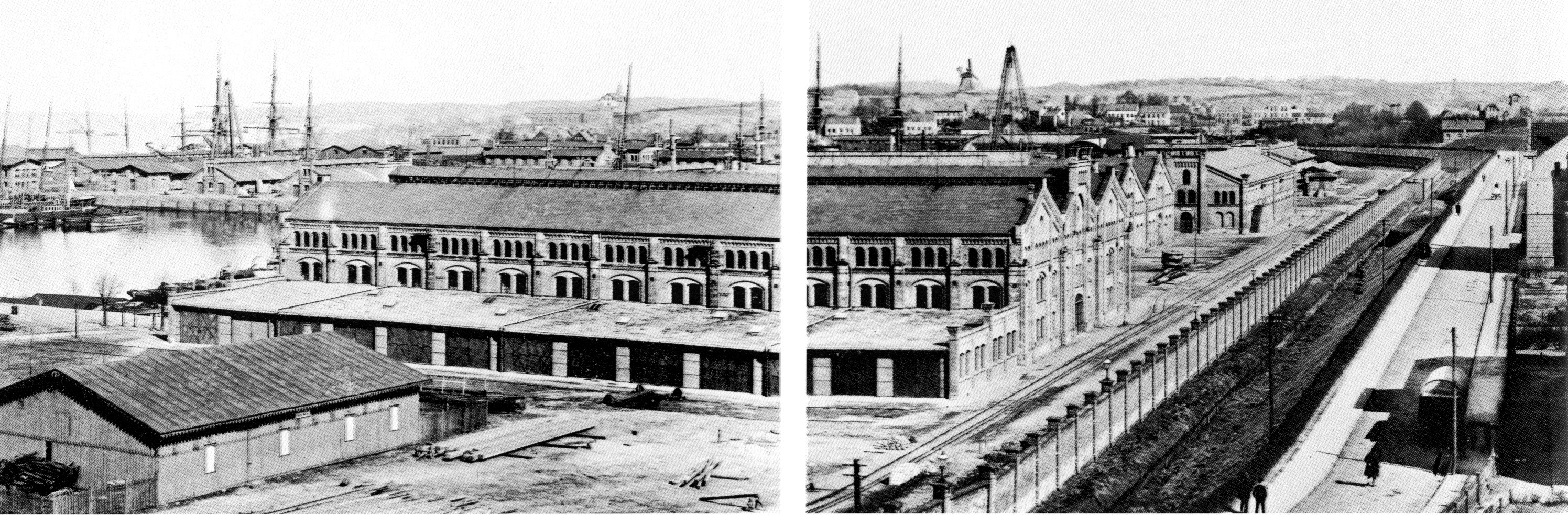
Zwischen 1894 und 1897 fungierte Diederichsen als Oberwerftdirektor der Kaiserlichen Werft Kiel.

Otto Diederichsen trat am 21. April 1866 als Kadett in die Preußische Marine ein und wurde am 6. August 1870 zum Leutnant zur See befördert. Nach verschiedenen Verwendungen wurde er als Offizier an Bord der Gedeckten Korvette Elisabeth am 19. Juli 1877 zum Kapitänleutnant befördert. Im Anschluss war er Absolvent der Marineakademie Kiel.
Nach seiner Beförderung zum Korvettenkapitän 1884 wurde er 1885 als Instrukteur auf das Artillerieschulschiff Mars versetzt. Im Anschluss fand er zwischen 1886 und 1889 Verwendung als Adjutant auf der Kaiserlichen Werft Kiel, deren damalige Oberwerftdirektoren Kapitän zur See Bartholomäus von Werner (Februar 1885 bis September 1887) sowie Kapitän zur See Hans Koester (September 1887 bis März 1889) waren. Im Anschluss wurde er als Offizier der Kommandoabteilung in das am 1. April 1889 neu geschaffene Oberkommando der Marine (OKM) versetzt und war danach nach dem Kommandierenden Admiral Vizeadmiral Max Freiherr von der Goltz und dem Chef des Stabes Konteradmiral Guido Karcher der ranghöchste Seeoffizier und Abteilungsvorstand. Dort erfolgte am 22. März 1890 seine Beförderung zum Kapitän zur See.
Kapitän zur See Diederichsen wurde im April 1891 als Nachfolger von Kapitän zur See Franz Junge als Kommandant der Stosch, eine Gedeckte Korvette der Bismarck-Klasse, die Ende der 1870er Jahre für die Kaiserliche Marine gebaut wurde. Auf diesem Posten blieb er bis September 1891, woraufhin im April 1892 Kapitän zur See Rudolf Rittmeyer seine Nachfolge antrat. Er selbst wiederum übernahm von Kapitän zur See Philipp von Kall am 1. Oktober 1891 den Posten als Kommandant der Kronprinz, ein Panzerschiff der Kaiserlichen Marine. Es war das erste größere Panzerschiff, das seinerzeit noch die Marine des Norddeutschen Bundes in Dienst stellte. Er hatte dieses Kommando bis Januar 1892 inne und wurde danach von Kapitän zur See Hugo von Schuckmann abgelöst. Sein Dienstantritt war die letzte Dienstzeit der Kronprinz als aktives Kriegsschiff. Entgegen der bisherigen Praxis wurde das Manövergeschwader in diesem Jahr nicht im Herbst aufgelöst, sondern blieb auch während des Winters im Dienst. Das Geschwader unternahm im Winter eine Fahrt nach Schottland und Norwegen. Danach fungierte er zwischen Januar 1892 und Januar 1894 als Chef des Stabes der Übungsflotte, deren Flottenchef ebenfalls Admiral Max Freiherr von der Goltz war. Am 15. August 1892 wurde ihm der japanische Orden des Heiligen Schatzes Dritter Klasse verliehen.

### Oberwerftdirektor der Kaiserlichen Werft Kiel, Direktor im Reichsmarineamt und Aufstieg zum Vizeadmiral
Im Januar 1894 wurde Kapitän zur See Otto Diederichsen als Nachfolger von Konteradmiral Otto von Diederichs Oberwerftdirektor der Kaiserlichen Werft Kiel. Diesen Posten hatte er bis 1897 inne, woraufhin Kapitän zur See Hunold von Ahlefeld ihn ablöste. Als Oberwerftdirektor führte er die Taufe der Hagen, das sechste Schiff der Siegfried-Klasse, einer Klasse von acht Küstenpanzerschiffen durch. Das Schiff stand am 21. Oktober 1893 zum Stapellauf bereit und wurde dabei nach der Figur der Nibelungensage auf den Namen Hagen getauft.
Nachdem er 1897 als Nachfolger von Kapitän zur See von Frantzius kurzzeitig Kommandant des Panzerschiffs Weißenburg war, fungierte er 1898 als Präses der Schiffsprüfungskommission. Nach seiner Beförderung zum Konteradmiral wechselte Diederichsen 1898 ins Reichsmarineamt und war dort bis zu seiner Ablösung durch Konteradmiral Hunold von Ahlefeld 1902 Direktor des Technischen Departements im Reichsmarineamt. Dabei setzte er sich unter anderem für die verstärkte Nutzung der drahtlosen Telegrafie für die Marine ein. 1900 wurde ihm der österreichische Franz-Joseph-Orden verliehen. 1902 wurde er zum Vizeadmiral befördert und löste Vizeadmiral Wilhelm Büchsel im August 1902 als Direktor des Allgemeinen Marinedepartements im Reichsmarineamt ab. Dieses Amt bekleidete er bis Juni 1905, woraufhin Kapitän zur See August von Heeringen ihm nachfolgte. 1904 wurde ihm der Stern zum Roten Adlerordens Zweiter Klasse verliehen. Nach Beendigung dieser Dienststellung wurde er aufgrund seines Abschiedsgesuchs 1905 zur Disposition gestellt.

## Hintergrundliteratur
- Wer ist’s?, Band 4, 1909, S. 271 (Onlineversion)
- Dirk Nottelmann: Die Brandenburg-Klasse. Höhepunkt des deutschen Panzerschiffbaus, 2002, ISBN 978-3-8132-0740-8
- Patrick J. Kelly: Tirpitz and the Imperial German Navy, 2011, ISBN 978-0-253-00175-7 (Onlineversion (Auszug))
- Klaus Franken: Das Marinekabinett Kaiser Wilhelms II. und sein erster Chef Admiral Gustav Freiherr von Senden-Bibran. 2015, ISBN 978-3-8305-3522-5 Onlineversion (Auszug).